# Stenolophus insignis
Stenolophus insignis är en skalbaggsart som beskrevs av Pierre François Marie Auguste Dejean. Stenolophus insignis ingår i släktet Stenolophus och familjen jordlöpare. Inga underarter finns listade i Catalogue of Life.